# Удача (фильм, 2025)
«Удача» (англ. Good Fortune) — будущая американская комедия режиссёра Азиза Ансари по его же сценарию. Главные роли в фильме исполнили Киану Ривз, Азиз Ансари, Сет Роген, Кеке Палмер и Сандра О.
Премьера фильма в США запланирована на 17 октября 2025 года.

## Сюжет
Сюжет фильма рассказывает об ангеле-хранителе по имени Габриэль (Ривз), чья неудачная попытка показать человеку, ведущему борьбу за существование (Ансари), что деньги не решают проблем, поменяв его телом с его богатым работодателем Джеффом (Роген), приводит к тому, что Габриэль теряет свои крылья и спускается на Землю, чтобы жить среди людей, а мужчина забирает тело и средства к существованию Джеффа. Позднее Габриэль становится соседом по комнате с Джеффом, в то время как работа, которую он выполнял в качестве ангела, теперь начинает вращаться вокруг них.

## В ролях
- Киану Ривз — Габриэль, ангел, который пытается вернуть себе крылья
- Азиз Ансари — человек, испытывающий трудности
- Сет Роген — Джефф, богач, живущий в роскоши и излишествах
- Кеке Палмер
- Сандра О — ангел, взявший крылья Габриэля
- Стивен Маккинли Хендерсон[2]

## Производство
После того как в 2022 году на студии Searchlight Pictures была приостановлена работа над его режиссёрским дебютом «Быть смертным», Азиз Ансари приступил к работе над фильмом «Удача». Он хотел снять комедию с намерением выпустить её в прокат, после успеха фильма «Барби» (2023) как доказательство жизнеспособности такого проекта. Давний друг Ансари Сет Роген, вдохновивший его на внесение в фильм некоторых элементов, присоединился к Ривзу в апреле 2023 года, а в мае должны были начаться основные съёмки. После остановки производства в середине месяца из-за забастовки Гильдии сценаристов Америки в 2023 году, съёмки начались в конце января 2024 года в Лос-Анджелесе, к актёрскому составу присоединилась Палмер. Большая часть съёмок завершилась до апреля 2024 года, а некоторые сцены были отсняты позже, после того как зажила травма, полученная Ривзом за две недели съёмок.
Через две недели после начала съёмок в сети появились фотографии Ривза на съемочной площадке с костылями и пакетом льда на левом колене. В то время было неясно, использовались ли эти медицинские приспособления для роли или для лечения травмы. Вирусные снимки заставили некоторые сайты сообщить о неуверенности в здоровье актёра. Несколько дней спустя Ривза видели стоящим на съемочной площадке без посторонней помощи. В интервью во время презентации фильма на CinemaCon в апреле Ансари обратил внимание СМИ, отметив, что хэштег #GetWellSoonKeanu стал трендом в ответ на фотографии. Он уточнил, что Ривз повредил колено во время съёмок, отметив, что актёр споткнулся о ковер, находясь в трейлере. Ривз продолжал сниматься несмотря на травму.
На CinemaCon 2024 Азиз Ансари рассказал о процессе съёмок и деталях сюжета фильма, а также показал посетителям закрытый трейлер фильма. Райан Скотт из /Film сравнил показанный фрагмент с обменом телами со смесью фильмов «Поменяться местами» (1983) и «Новой рождественской сказки» (1988)". Энтони Д’Алессандро и Нэнси Тартальоне, в обзоре для Deadline Hollywood, отметили: «Это выглядело смешно до истерики».
Премьера фильма в США запланирована на 17 октября 2025 года.